# Алонсо Диего Лопес де Суньига Сотомайор и Гусман
Алонсо Диего Лопес де Суньига Сотомайор-и-Гусман (исп. Alonso Diego López de Zúñiga y Sotomayor; 1578, Бехар — 14 декабря 1619, Херена) — испанский дворянин из дома Суньига, 6-й герцог Бехар, 6-й герцог Пласенсия, 7-й маркиз де Хибралеон, 9-й граф де Белалькасар, 7-й граф де Баньярес, 10-й виконт Пуэбла-де-Алькосер, наследственный главный судебный пристав Кастилии, первый рыцарь Королевства, рыцарь Ордена Золотого Руна, покровитель известных писателей Мигеля де Сервантеса Сааведры, Луиса де Гонгора у Арготе и др.

## Биография
Родился в 1578 году в Бехаре. Второй сын Франсиско Диего Лопеса де Суньига Сотомайор-и-Мендоса (1550—1601), 5-го герцог Бехара и Пласенсия, 6-го маркиз Хибралеон, 7-й граф Белалькасар, 6-й граф Баньярес, 7-й виконт Пуэбла-де-Алькосер (1591—1601), и его жена Марии Андреа Коронель де Гусман-и-Суньига, дочери Хуана Клароса де Гусмана-и-Арагона, 9-го графа Ньебла, и его жены Леонор де Суньига-и-Сотомайор (тетя Франсиско Диего).
В 1595 году Алонсо Диего женился на своей кузине Хуане де Мендоса-и-Энрикес, дочери Иньиго Лопеса де Мендосы, 5-го герцога дель Инфантадо, и его жены Луизы Энрикес де Кабрера. Папа Климент VIII буллой от 9 февраля 1595 года ему было даровано разрешение на брак со своей кузиной Хуаной. Брачные соглашения и документы о приданом были предоставлены 1 января 1595 года. У супругов было несколько детей в браке, но только двое из них достигли совершеннолетия:
- Франсиско Диего Лопес де Суньига Гусман и Сотомайор (1596—1636), 7-й герцог Бехар и Пласенсия
- Мария Лопес де Суньига Гусман и Сотомайор, вышла замуж за Гарсия Альвареса де Толедо Осорио-и-Пиментель, 1-го герцога Фернандина и 4-го маркиз Вильяфранка

Король Испании Филипп III избрал его в 1609 году кавалером Ордена Золотого Руна. Он был инвестирован королем в Мадриде и получил орденскую цепь 2 января 1610 года.

## На службе у короля Испании Филиппа III
Король Филипп III в письме, написанном в Буитраго, Мадрид, 15 мая 1601 года, герцогу Алонсо Диего, поздравляет его со смертью его отца в Авиле и поздравляет его с наследованием герцогства. Письмом, написанным в Вальядолиде 30 ноября 1601 года, он благодарит его за поздравление, полученное им от герцога Алонсо Диего, по поводу рождения принцессы Анны Маурисии, которое было 22 сентября. Письмом от 4 февраля 1602 года король поручил герцогу Алонсо Диего подготовить 70 копий для военной службы. Письмом, написанным в Вальядолиде 13 апреля 1605 года, монарх сообщил ему о рождении принца Филиппа, которое было 8 апреля. Письмом от 28 февраля 1609 года король сообщает ему, что решил постановить, что мавры, желающие выехать в североафриканские владения, могут сделать это в порядке, определенном стороной от 28 февраля 1609 года. Королевским указом от 15 августа 1609 года Филипп III создает общее ополчение для защиты королевства, в которое должен внести свой вклад герцог Алонсо Диего.
Герцог Алонсо Диего приказывает в июне 1602 года принять меры по предотвращению жителей Хибралеона от нападений, грабежей и поджогов со стороны португальцев или англичан. Герцог Алонсо Диего письмом от 30 июня 1602 года сообщает королю Фелипе III, что у него есть 200 пехотинцев для испанских галер под командованием герцога Медина-Сидония.
Он служил королю Филиппу III, собирая за свой счет роты солдат для защиты границы с Португалией и для экспедиции к марокканскому атлантическому побережью, которая вышла из Кадиса 1 августа 1614 года в направлении Ла-Мармора по приказу генерал-капитана Луиса Фахардо де Суньига-и-Рекесенса, его родственника. Эскадра прибыла в Ла-Мармору 3 августа, а 6 августа вошла в порт и заняла территорию, не встретив сопротивления.
Герцог Алонсо Диего участвовал в свадебной церемонии, которая состоялась в соборе Бургоса 18 октября 1615 года. Свадьба принцессы Анны Маурисии, дочери короля Филиппа III, с королем Франции Людовиком XIII, представленным герцогом Лерма, и принца Филиппа Испанского, сына короля Филиппа III, с принцессой Изабель де Бурбон, сестрой Людовика XIII, которую представляет французский посол. Он участвовал в свите, которая отправилась в Ирун во главе с Кристобалем Гомесом де Сандовалом, герцогом Уседа, чтобы встретить принцессу Изабель де Бурбон и передать принцессу Анну Маурисию на границе. Обмен принцессами состоялся 9 ноября в реке Бидасоа. Свита привела сопроводила Изабеллу в Бургос, где её встретил король Филипп III.
После смерти своего отца Франсиско Диего в 1601 году и его старшего брата Франсиско, который 17 сентября 1601 года отказался от наследства, титулов и состояний, став монахом Ордена доминиканцев. Алонсо Диего стал его преемником и унаследовал титулы и владения, став 6-м герцогом де Бехар и де Пласенсия. Королевским постановлением от 15 сентября 1606 года Филипп III уполномочивает его осуществить объединение графств Белалькасар, провинция Кордова, и Бехар, провинция Саламанка. Папа Павел V благодарит его за краткое письмо от 14 августа 1605 года, в котором он поздравляет его с назначением. 7 ноября 1617 года он получил от нунция папы Павла V разрешение на совершение мессы в его частной молельне. Он предоставил капитуляции и выплату приданого за брак своей сестры Леонор Брианды со своим двоюродным братом Франсиско Антонио Сильвестре де Суньига, будущим 5-м маркизом Аямонте, сыном Франсиско де Суньига Сотомайор-и-Кордова, 4-го маркиза Айямонте, и его жена Анны Фелисы де Суньига-и-Сармьенто де ла Серда (его тётя), датированная 22 апреля 1605 года.
Мигель де Сервантес Сааведра посвятил ему свою работу «Хитроумный идальго Дон Кихот Ламанчский», опубликованную в 1605 году, за его рыцарские дары и покровительство и провел несколько сезонов в Бехаре. Следуя традиции того времени, его защиты искали и другие авторы, посвящая ему свои произведения:
- Педро де Эспиноса, Primera Parte de las Flores de Poetas ilustres de España. Dirigida al Señor Duque de Béjar
- Хуан Лопес дель Валье, Soneto a la Grandeza del Duque de Béjar (сонет как преамбула к произведению Педро де Эспиноса).
- Кристобаль де Меса, Rimas (1611)
- Лопе де Вега, Rima CXXXI: El Duque de Béjar
- Луис де Гонгора-и-Арготе, Soledades (1613).

Герцог Алонсо Диего составил завещание 1 января 1619 года. После смерти герцога Алонсо Диего в городе Бехар, Саламанка, продолжался траур, согласно акту от 20 января 1620 года. Его жена, 6-я герцогиня Бехар и Пласенсия, Хуана де Мендоса Энрикес, овдовев, поступила в монастырь босых монахинь-кармелиток Сан-Хосе в Эсихе, Севилья, где она взяла имя Хуана де ла Сантисима Тринидад. Она составила завещание 18 апреля 1624 года и дополнение в 1641 году. Тело покойного 6-го герцога Бехара и Пласенсии, Алонсо Диего, было перевезено в Хибралеон и погребено в церкви монастыря Богоматери Вадо-де-Хибралеон, Уэльва, 2 декабря 1622 года.